# Sid Yudain
Sidney Lawrence "Sid" Yudain (6 de mayo de 1923 - 20 de octubre de 2013) fue un periodista estadounidense que fundó Roll Call en 1955 como un periódico comunitario centrado en el Congreso de los Estados Unidos y el Capitolio. Yudain publicó el primer número de Roll Call el 16 de junio de 1955, con una impresión inicial de 10 000 copias. Roll Call publica actualmente cuatro números por semana, con una circulación de más de 22 000 ejemplares, a octubre de 2013.

## Biografía

### Primeros años
Yudain, el séptimo de ocho hijos de Morris Yudain y Berta Jaffe, nació el 6 de mayo de 1923 en New Canaan (Connecticut). Sus padres habían inmigrado a los Estados Unidos desde el Imperio Ruso en 1907. Morris Yudain (nacido Borris Yovanovitch) asistió a la academia de arte y la Universidad de Riga. De joven sirvió en la caballería del ejército ruso y fue designado para un deber especial en la Guardia Imperial del Zar. El padre, propietario de una propiedad inmobiliaria minorista en Stamford (Connecticut) y New Canaan (Connecticut), posteriormente también estableció una firma de corretaje de bienes raíces. Cuando eran niños, Yudain y sus hermanos resolvían disputas publicando pequeños periódicos con la máquina de escribir portátil Remington de la familia.
Yudain se alistó en el ejército de los Estados Unidos poco después de graduarse en New Canaan High School. Estuvo destinado en Malibú (California) durante la Segunda Guerra Mundial, donde comenzó a publicar un pequeño periódico para su base.  Permaneció en el área de Los Ángeles después de la Segunda Guerra Mundial, donde trabajó como corresponsal de entretenimiento de Hollywood para un periódico de Connecticut. También trabajó como escritor independiente, escribiendo artículos para revistas de fans sobre actores y películas. Entrevistó a actores de alto perfil y figuras de Hollywood, incluidos Montgomery Clift, Lana Turner y Olivia de Havilland.
Yudain y su esposa, Lael Bairstow, organizaban frecuentemente grandes fiestas en su casa frente al río en Pacific Palisades, en el noroeste de Washington a través de varias. Los eventos atrajeron a miembros de la Cámara y el Senado, el personal de la Casa Blanca y el cuerpo diplomático. Los invitados cantaban y tocaban música en un escenario en el jardín de la propiedad. Las fiestas recibieron una amplia cobertura mediática a lo largo de los años. A Yudain se le atribuye el descubrimiento del comediante Mark Russell, que solía actuar en estos eventos. La familia fue incluida en el Directorio Social de Washington.
Yudain murió de cáncer de hígado la mañana del 20 de octubre de 2013, en su casa de Arlington, Virginia, a la edad de 90 años. Su mujer, Lael, con quien se casó en 1973 y tuvo dos hijos, Rachel Kuchinad y Raymond Yudain; y tres nietos, Owen, Lucas y Charlotte, vivió 4 años más que él. Fue enterrado en el Cementerio Nacional de Arlington y se llevó a cabo un servicio conmemorativo en el Club Nacional de Prensa. 